# Creophilus
A Creophilus  a rovarok (Insecta) osztályának a bogarak (Coleoptera) rendjéhez, ezen belül a mindenevő bogarak (Polyphaga) alrendjéhez és a holyvafélék (Staphylinidae) családjához tartozó nem.

## Elterjedésük
Az egész Földön elterjedt nem, 20 ismert fajuk van. Magyarországon egy fajuk található meg.

## Jellemzőik
Nagytestű holyvafajok tartoznak ide. Fejük nagy, erősen harántos. Előtorának korongja csupasz, csak a peremén vannak elálló szőrök. Csápjuk utolsó öt íze megvastagodott. Rágói nagyok, megnyúltak, előreállók. Az előtoruk oldalpereme oldalnézetben teljes hosszán jól látható. Lábaik rövedek, lábszáraik külső éle töviseket visel. Lábfejképletük 5-5-5.

## Magyarországon előforduló fajok
- Dögészholyva (Creophilus maxillosus) (Linnaeus, 1758)